# Sea Parrot Island
Sea Parrot Island ist eine unbewohnte Insel der Andreanof Islands, die zu den Aleuten 
gehören. Das Eiland befindet sich in der Bay of Islands westlich von Dora Island.